# 三条八幡神社
三条八幡神社（さんじょうはちまんじんじゃ）は、兵庫県芦屋市三条町にある神社で、八幡皇大神（やわたのすめおおかみ）・大山積大神（おおやまづみのおおかみ）・厳島比売大神（いつくしまひめのおおかみ）を祭神とする。例祭は10月15日に行われる。

## 歴史
元禄5年（1692年）の寺社改帳に、何百年も以前から村中廻持ちの支配であったと記されている。江戸時代には芦屋市域にあった三条村の指導的役割を果たしていた。明治6年（1873年）8月に村社に加列。明治40年（1907年）8月31日、山神社（字西畑）・厳島神社（字塚穴之場）を合祀、同年9月に本殿・拝殿を改築、石鳥居などを新造した。

## 境内
本殿は瓦葺切妻造りである。境内にある手水鉢は徳川大坂城東六甲採石場に関連するもので、側面には日向佐土原藩（宮崎県）藩主の島津忠興が用いたとされる刻印が彫られている。手水鉢上部には盃状穴と呼ばれる民間信仰による人工的な窪みが多数みられる。
神社には数百年を経た巨松三本があったが、昭和16年（1941年）頃枯死した。昭和17年（1942年）8月、社務所新築。
境内には西山町の塩通山法恩寺跡（元栃木氏邸内）にあった国の指定天然記念物（昭和9年指定）「六甲クロガネモチ」〈昭和33年枯死〉の石標が移設され、同地にあったモチの孫木も植樹されている。
三条町161番地から境界石標「従是東尼崎領・西尼崎領　他領入組」が境内に移設された。現地には解説板が建てられている。

## 交通アクセス
- 阪急神戸本線芦屋川駅より北西450メートル
- JR東海道本線（JR神戸線）甲南山手駅より北東700メートル